# Dasymutilla occidentalis

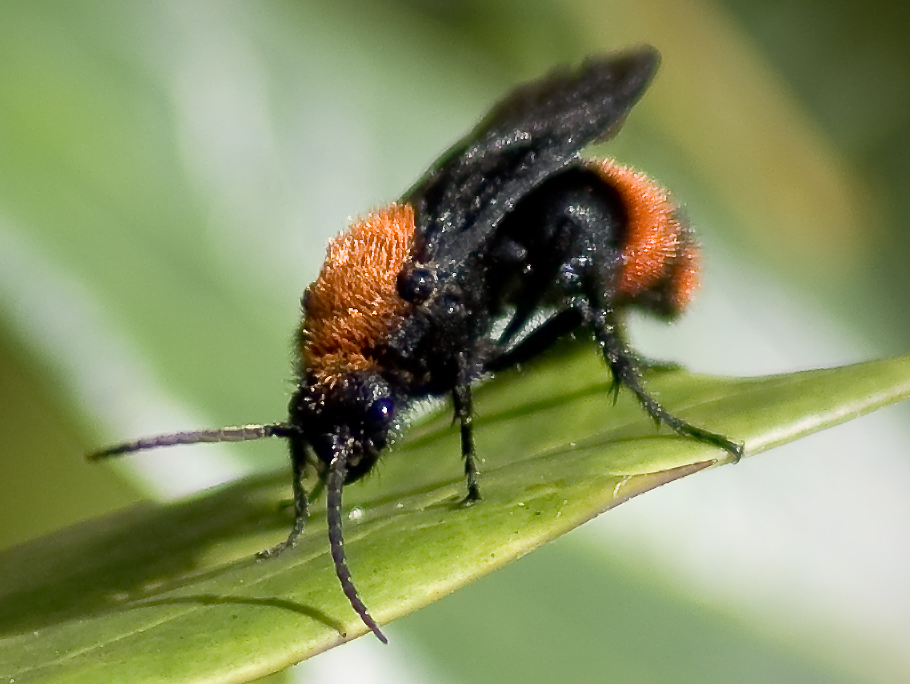
Männchen

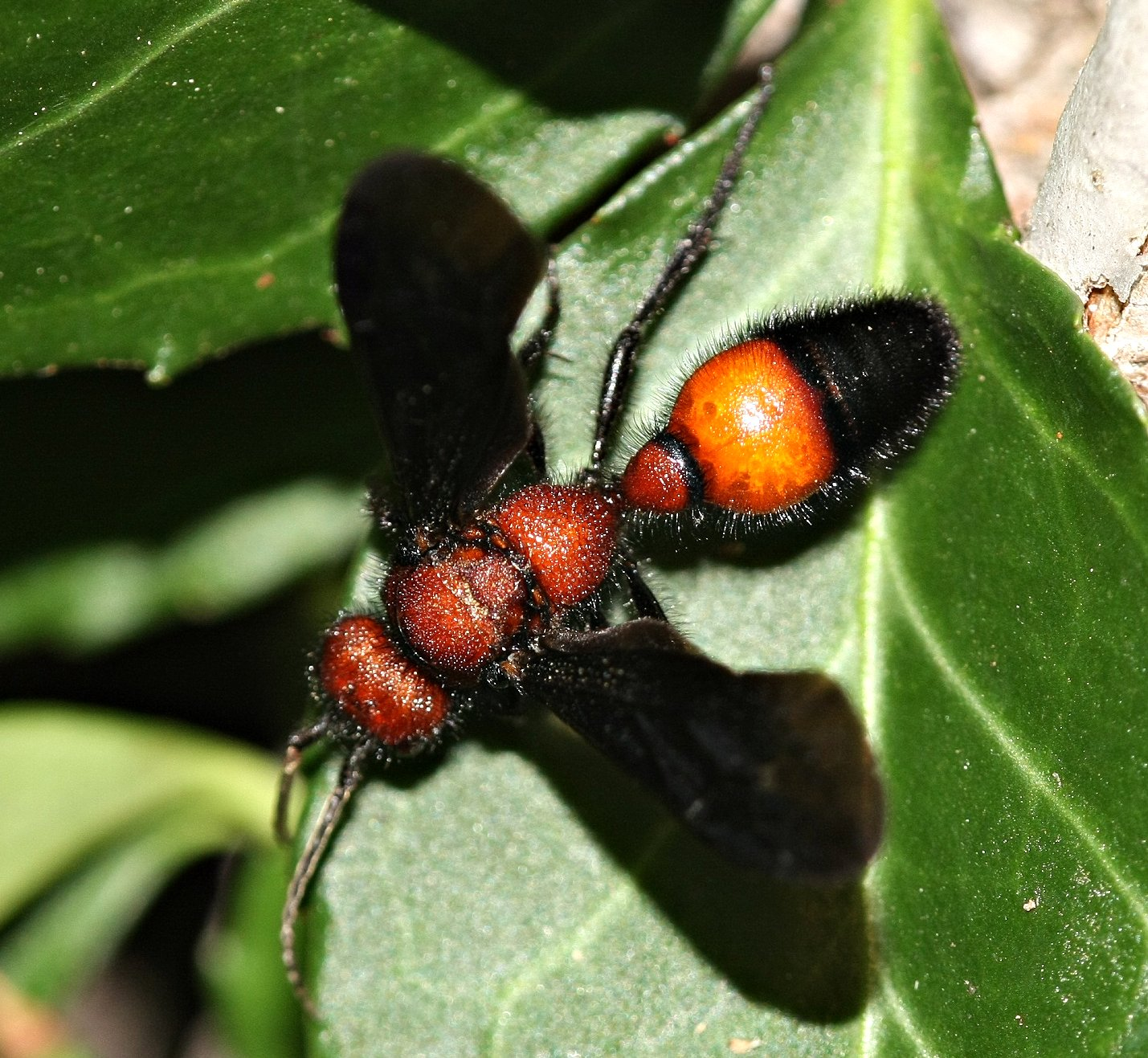
Männchen, Draufsicht

Dasymutilla occidentalis ist ein in Nordamerika vorkommender Hautflügler (Hymenoptera) aus der Familie der Ameisenwespen (Mutillidae).

## Merkmale
Die für eine Ameisenwespe relativ großen Imagines erreichen bei den Weibchen eine Körperlänge von 18–25 mm, die Männchen sind etwas kleiner. Zwischen den Geschlechtern besteht ein deutlicher Sexualdimorphismus. Bei den Weibchen sind Kopf und Thorax kräftig rot gefärbt und behaart, der Hinterleib ist abwechselnd breit schwarz und rot quergestreift. Die Fühler sowie die mit Dornen besetzten Beine sind schwarz. Lediglich die Weibchen sind mit einem langen Stachel und Giftdrüsen ausgestattet. Sie sind außerdem flügellos und ähneln im Körperbau sowie im Verhalten einer Ameise, weshalb sie im englischen Sprachgebrauch zuweilen mit dem Trivialnamen Red velvet ant (Rote Samtameise) versehen werden. Zur Familie der Ameisen (Formicidae) gehört die Art jedoch nicht. Ausschließlich die Männchen haben schmale dunkle, transparente Flügel. Kopf, Thorax und Hinterleib sind matt rötlich bis orangegelb gefärbt, die hinteren Segmente sind schwarz.

## Verbreitung und Vorkommen
Die Art kommt im Osten der USA bis nach Texas verbreitet vor. Sie besiedelt bevorzugt trockene, sandige Flächen, Wiesen und Waldränder.

## Lebensweise
Die dämmerungs- und nachtaktiven Imagines sind vom späten Frühjahr bis zum Herbstanfang anzutreffen. Sie ernähren sich von Blütennektar. Die Weibchen legen ihre Eier einzeln in unter der Erdoberfläche befindliche Hummelnester (Bombus). Die Larven ernähren sich nach dem Schlüpfen parasitisch von den Larven und Puppen der Wirte und verpuppen sich ausgewachsen selbst auch in deren Nestern.

## Verteidigungsmechanismen
Dasymutilla occidentalis verfügt über eine Reihe von Verteidigungsmechanismen, die zur Abwehr von Fressfeinden unterschiedlich eingesetzt werden:
- Der gesamte Körperbau mit der glatten Cuticula und dem aposematischen Warn-Farben-Muster bietet generell einen guten Schutz vor potentiellen Feinden.
- Gegen Angreifer wird von den flügellosen Weibchen ein langer, beweglicher Stachel mit starkem Gift eingesetzt. Ein Stich ist auch für den Menschen sehr schmerzhaft. Der im englischen Sprachgebrauch zuweilen verwendete Trivialname Cow killer (Kuh-Töter) ist allerdings stark übertrieben.
- Aufgrund der langen, außerordentlich beweglichen Beine ist die Wespe auf der Flucht in der Lage, sehr schnell und ausweichend zu laufen, nur Männchen können vor Bodenfeinden davonfliegen.
- Gegen kleinere Angreifer, beispielsweise Spinnentiere wird zur Abschreckung ein knisterndes Geräusch bzw. die Stridulation eingesetzt.
- Feinde von der Größe von Eidechsen werden mit flüssigen chemischen Substanzen (Tiergift, hauptsächlich 4-methyl-3-heptanon) besprüht.